# Är du inte riktigt klok?
Är du inte riktigt klok? är en svensk film från 1964 i regi av Yngve Gamlin. I rollerna ses bland andra Jarl Kulle, Gunnel Lindblom och Catrin Westerlund.

## Handling
Advokaten Hans Ringmar är olycklig i sitt äktenskap med Ellen och har därför en affär vid sidan av med sin sekreterare Anni. Hans och Anni vill få Ellen att träffa en man och sätter därför in en kontaktannons. Därigenom träffar Ellen den unge socialisten Roland, som hon förälskar sig i. Hans blir då svartsjuk och upptäcker, att det är Ellen han älskar. Ellen upptäcker detsamma och de båda hittar tillbaka till varandra.

## Om filmen
Inspelningen ägde rum 1963 i Europafilms studio i Sundbybergs stad, men även exteriöra inspelningar gjordes i Stockholm. Filmen fotograferades av Jan Lindeström och klipptes av Wic' Kjellin. Den premiärvisades 22 juli 1964 på biografen Saga i Stockholm. Den var 113 minuter lång och barntillåten.
Är du inte riktigt klok? har visats i SVT, bland annat 1987, 1991, 1996, 1999, 2023 och i mars 2025.

## Rollista
- Jarl Kulle – Hans Ringmar, advokat
- Gunnel Lindblom – Ellen Ringmar, Hans fru
- Catrin Westerlund – Anni, Hans sekreterare
- Tor Isedal – Roland
- Björn Gustafson – Ribban, stavhoppare
- Lauritz Falk – Juan, sol-och-vårare
- Per Oscarsson – man utan egenskaper
- Carl-Olof Alm – Drake, privatdetektiv
- Gunnel Sporr – Rikarda
- Meta Velander – Boel
- Signe Stade – Lena, hembiträde
- Brita Öberg – fru Andersson, städhjälp
- Jessie Flaws – Laila
- Gösta Krantz – Knut
- Rolf Bengtsson – bridgegäst
- Lars Elwin – bridgegäst
- Sten Ardenstam – bridgegäst
- Chris Wahlström – bridgegäst